# Ao Vivo em Brasília (álbum de Wesley Safadão)
Ao Vivo em Brasília é o primeiro álbum solo do cantor Wesley Safadão, lançado oficialmente em 27 de novembro de 2015 pela Som Livre. Gravado no eixo monumental do estacionamento do Estádio Nacional de Brasília Mané Garrincha, em Brasília, contou com a presença de mais de 40 mil pessoas.
O repertório conta com 27 músicas (apenas 25 no CD). Além dos sucessos "Camarote" e "Vou Pagar Pra Ver", o álbum conta com 8 músicas inéditas e as participações especiais de Jorge da dupla sertaneja Jorge & Mateus e Ivete Sangalo.
A edição da gravação foi feita em Los Angeles, Estados Unidos.
Durante uma participação em fevereiro de 2016, no Domingão do Faustão, o cantor recebeu o disco de platina pelas 100 mil cópias vendidas.
"Coração Machucado" fez parte da trilha sonora da novela A Força do Querer da Rede Globo.

## Recepção

### Singles
Em 2 de fevereiro de 2015 foi lançado "Camarote", o segundo single. Anteriormente, em 19 de janeiro, já havia sido lançado o videoclipe, que atualmente conta com mais de 180 milhões de visualizações. Foi o quinto hit mais comprado no iTunes Store e ficou 646 dias na lista. Foi a canção que consagrou Wesley Safadão em todo o Brasil, o tornando um dos maiores cantores da música brasileira.
"Parece Que o Vento", o terceiro single, é liberado em 6 de novembro. O clipe do êxito foi disponibilizado anteriormente no YouTube, em 27 de outubro de 2015. No iTunes Store, foi o nono mais vendido.

### Comercial
Estreou em terceiro no iTunes Store e depois alcançou a primeira posição. Permaneceu por 10 dias em primeiro lugar e está há mais de 600 dias entre os mais vendidos.
Segundo a Billboard, foi o álbum mais vendido do Brasil.
Vendeu mais de 160 mil cópias, sendo certificado platina duplo pela Pro-Música Brasil.

## Lista de faixas
| Disco compacto (CD) / Download digital |                                                                                                   |                                                                  |         |  |
| N.º                                    | Título                                                                                            | Compositor(es)                                                   | Duração |  |
| 1.                                     | "Leva Eu pra Sua Casa"                                                                            | Neto Barros                                                      | 3:13    |  |
| 2.                                     | "Camarote"                                                                                        | Neto Barros Jota Reis                                            | 3:09    |  |
| 3.                                     | "Sou Ciumento Mesmo"                                                                              | Neto Barros Jota Reis Conde Macedo                               | 3:33    |  |
| 4.                                     | "Vem Ser Feliz Com Eu"                                                                            | Neto Barros Jota Reis Raniere Mazille                            | 3:43    |  |
| 5.                                     | "Mente Covarde"                                                                                   | Neto Barros Conde Macedo Raniere Mazille                         | 2:52    |  |
| 6.                                     | "Nam Nam Não (Veja Só no Que Deu)"                                                                | Cabeção do Forró Raniere Mazille Fernandinho Silveira            | 3:27    |  |
| 7.                                     | "Me Ame ou Me Deixe"                                                                              | Guilherme Dantas Dyeguinho Silva Cleber Show                     | 2:59    |  |
| 8.                                     | "Coração Machucado"                                                                               | Neto Barros Jota Reis Raniere Mazille                            | 3:39    |  |
| 9.                                     | "Tim Tim"                                                                                         | Vinicius Poeta Junior Gomes Benicio Neto Vine Show               | 2:54    |  |
| 10.                                    | "Você Não Me Esqueceu (Nem Muito Menos Eu)" (com participação especial de Jorge (Jorge & Mateus)) | Cabeção do Forró Raniere Mazille                                 | 3:14    |  |
| 11.                                    | "Vou Pagar Pra Ver"                                                                               | Cabeção do Forró Zé Hilton Neto Barros Conde Macedo              | 3:31    |  |
| 12.                                    | "Vou Dar Virote"                                                                                  | Gabriel do Cavaco Shylton Fernandes                              | 2:43    |  |
| 13.                                    | "Tá Parecendo Amor"                                                                               | Neto Barros Jota Reis                                            | 2:57    |  |
| 14.                                    | "Novinha Vai no Chão"                                                                             | Ricardinho                                                       | 3:13    |  |
| 15.                                    | "Tô Mentindo"                                                                                     | Jota Reis Cabeção do Forró Raniere Mazille                       | 2:32    |  |
| 16.                                    | "Cara Lisa"                                                                                       | Neto Barros Jota Reis Conde Macedo                               | 3:02    |  |
| 17.                                    | "Não Conto"                                                                                       | Ivan Medeiros Vivi Abreu Junior Gomes                            | 2:35    |  |
| 18.                                    | "Onde Tem Ódio Tem Amor"                                                                          | Neto Barros Jota Reis Cabeção do Forró                           | 3:28    |  |
| 19.                                    | "Tô Nem Aí"                                                                                       | Kinho Chefão                                                     | 2:46    |  |
| 20.                                    | "Muito Gelo e Pouco Whisky"                                                                       | Marília Mendonça Hugo Del Vecchio Juliano Tchula Frederico Nunes | 3:44    |  |
| 21.                                    | "Mentiu pro Mentiroso"                                                                            | Dyeguinho Silva                                                  | 3:08    |  |
| 22.                                    | "Eu Tô de Boa"                                                                                    | Cabeção do Forró Raniere Mazille Zé Hilton                       | 3:20    |  |
| 23.                                    | "100% Muito Louco"                                                                                | MC B.O. Thiago Servo                                             | 2:01    |  |
| 24.                                    | "Segunda Opção"                                                                                   | Neto Barros Jota Reis Conde Macedo                               | 2:08    |  |
| 25.                                    | "Parece Que o Vento" (com participação especial de Ivete Sangalo)                                 | Cabeção do Forró Zé Hilton Raniere Mazille                       | 3:19    |  |
| Duração total:                         | Duração total:                                                                                    | Duração total:                                                   | 1:17:10 |  |

| Disco Digital de Vídeo (DVD) |                                                                                                   |                                                                  |         |  |
| N.º                          | Título                                                                                            | Compositor(es)                                                   | Duração |  |
| 1.                           | "Abertura - Leva Eu pra Sua Casa"                                                                 | Neto Barros                                                      | 6:00    |  |
| 2.                           | "Camarote"                                                                                        | Neto Barros Jota Reis                                            | 3:10    |  |
| 3.                           | "Sou Ciumento Mesmo"                                                                              | Neto Barros Jota Reis Conde Macedo                               | 3:41    |  |
| 4.                           | "Vem Ser Feliz Com Eu"                                                                            | Neto Barros Jota Reis Raniere Mazille                            | 3:45    |  |
| 5.                           | "Mente Covarde"                                                                                   | Neto Barros Conde Macedo Raniere Mazille                         | 2:59    |  |
| 6.                           | "Nam Nam Não (Veja Só no Que Deu)"                                                                | Cabeção do Forró Raniere Mazille Fernandinho Silveira            | 4:53    |  |
| 7.                           | "Me Ame ou Me Deixe"                                                                              | Guilherme Dantas Dyeguinho Silva Cleber Show                     | 3:03    |  |
| 8.                           | "Coração Machucado"                                                                               | Neto Barros Jota Reis Raniere Mazille                            | 3:44    |  |
| 9.                           | "Tim Tim"                                                                                         | Vinicius Poeta Junior Gomes Benicio Neto Vine Show               | 3:04    |  |
| 10.                          | "Você Não Me Esqueceu (Nem Muito Menos Eu)" (com participação especial de Jorge (Jorge & Mateus)) | Cabeção do Forró Raniere Mazille                                 | 4:00    |  |
| 11.                          | "Vou Pagar Pra Ver"                                                                               | Cabeção do Forró Zé Hilton Neto Barros Conde Macedo              | 3:35    |  |
| 12.                          | "Vou Dar Virote"                                                                                  | Gabriel do Cavaco Shylton Fernandes                              | 2:50    |  |
| 13.                          | "Tá Parecendo Amor"                                                                               | Neto Barros Jota Reis                                            | 2:58    |  |
| 14.                          | "Novinha Vai no Chão"                                                                             | Ricardinho                                                       | 3:16    |  |
| 15.                          | "Tô Mentindo"                                                                                     | Jota Reis Cabeção do Forró Raniere Mazille                       | 2:56    |  |
| 16.                          | "Cara Lisa"                                                                                       | Neto Barros Jota Reis Conde Macedo                               | 3:07    |  |
| 17.                          | "Não Conto"                                                                                       | Ivan Medeiros Vivi Abreu Junior Gomes                            | 2:40    |  |
| 18.                          | "Onde Tem Ódio Tem Amor"                                                                          | Neto Barros Jota Reis Cabeção do Forró                           | 3:41    |  |
| 19.                          | "Tô Nem Aí"                                                                                       | Kinho Chefão                                                     | 2:39    |  |
| 20.                          | "Amor Incondicional"                                                                              | Samuel Sumiry                                                    | 3:25    |  |
| 21.                          | "Muito Gelo e Pouco Whisky"                                                                       | Marília Mendonça Hugo Del Vecchio Juliano Tchula Frederico Nunes | 3:50    |  |
| 22.                          | "Mentiu pro Mentiroso"                                                                            | Dyeguinho Silva                                                  | 3:12    |  |
| 23.                          | "Eu Tô de Boa"                                                                                    | Cabeção do Forró Raniere Mazille Zé Hilton                       | 3:20    |  |
| 24.                          | "Poderosa"                                                                                        | MC Nego Blue                                                     | 2:10    |  |
| 25.                          | "100% Muito Louco"                                                                                | Thiago Servo MC B.O                                              | 2:02    |  |
| 26.                          | "Segunda Opção"                                                                                   | Neto Barros Jota Reis Conde Macedo                               | 5:32    |  |
| 27.                          | "Parece Que o Vento" (com participação especial de Ivete Sangalo)                                 | Cabeção do Forró Zé Hilton Raniere Mazille                       | 3:16    |  |
| Duração total:               | Duração total:                                                                                    | Duração total:                                                   | 1:32:46 |  |

| Disco Digital de Vídeo (DVD) (Extras) | |         |  |
| N.º                                   | Título | Duração |  |
| 1.                                    | "Making Of ("Leva Eu pra Sua Casa" / "Novinha Vai no Chão" / "Vou Dar Virote" / "Segunda Opção" / "Tim Tim" / "Poderosa" / "Vou Pagar Pra Ver" / "Vem Ser Feliz Com Eu" / "Você Não Me Esqueceu (Nem Muito Menos Eu)")" | 16:23   |  |
| Duração total:                        | Duração total: | 16:23   |  |

## Desempenho comercial
| Ano                                                                             | Título                                     | Melhores posições | Melhores posições      | Melhores posições |
| Ano                                                                             | Título                                     | BRA               | BRA Regional Fortaleza | iTunes Store      |
| ------------------------------------------------------------------------------- | ------------------------------------------ | ----------------- | ---------------------- | ----------------- |
| 2014                                                                            | "Vou Pagar Pra Ver"                        | 69                | —                      | —                 |
| 2015                                                                            | "Camarote"                                 | 31                | 5                      | 6                 |
| 2015                                                                            | "Parece Que o Vento" (part. Ivete Sangalo) | 94                | 2                      | 9                 |
| 2016                                                                            | "Coração Machucado"                        | 12                | 10                     | 13                |
| "—" denota singles que não entraram nas paradas musicais ou não foram lançados. |                                            |                   |                        |                   |

| Ano                                                                             | Título         | Melhores posições | Melhores posições      | Melhores posições |
| Ano                                                                             | Título         | BRA               | BRA Regional Fortaleza | iTunes Store      |
| ------------------------------------------------------------------------------- | -------------- | ----------------- | ---------------------- | ----------------- |
| 2014                                                                            | "Eu Tô de Boa" | —                 | —                      | —                 |
| 2015                                                                            | "Tim Tim"      | —                 | —                      | 32                |
| "—" denota singles que não entraram nas paradas musicais ou não foram lançados. |                |                   |                        |                   |

| Parada musical (2016)       | Melhor posição |
| --------------------------- | -------------- |
| Brasil (TOP 20 Semanal PMB) | 1              |
| Brasil (iTunes Álbum Chart) | 1              |

| País (Provedor) | Certificados | Vendas   |
| --------------- | ------------ | -------- |
| Brasil (PMB)    | 2× Platina   | 160.000+ |

## Histórico de lançamento
| Região | Data                   | Formato(s)                                 | Gravadora |
| ------ | ---------------------- | ------------------------------------------ | --------- |
| Brasil | 27 de novembro de 2015 | Download digital [ 5 ]                     | Som Livre |
| Brasil | 1 de dezembro de 2015  | CD [ 24 ] [ 7 ] DVD [ 19 ] CD + DVD [ 25 ] | Som Livre |

## Créditos
Todos os dados abaixo foram retirados do encarte do álbum.
- Direção de show: Wesley Safadão
- Direção de vídeo: Fernando Trevisan Catatau
- Produção musical: Wesley Safadão, Rod Bala, Jeimes Teixeira e Emanuel Dias

### Músicos participantes
- Rod Bala: bateria
- João Paulo: teclados
- Jeimes Teixeira e Marcos Rodrigues: guitarra e violão
- Guilherme Santana: baixo
- Glaudston Neném: sanfona
- Everardo Messi: percussão
- Edmilson Junior: trombone
- Hilton Lima: trompete
- Everton Ramalho: saxofone
- Arantes Rodrigues e Lidiane Castro: vocais de apoio

### Participações especiais
- Jorge (Jorge & Mateus) em "Você Não Me Esqueceu (Nem Muito Menos Eu)"
- Ivete Sangalo em "Parece Que o Vento"